# 青岩駅
青岩駅（チョンアムえき、청암역）は、朝鮮民主主義人民共和国咸鏡北道清津市青岩区域に位置する朝鮮民主主義人民共和国鉄道省平羅線および咸北線の駅である。班竹駅とも呼ばれる。

## 歴史
日本統治時代末期の1945年2月1日に青岩駅（現：金バウィ駅）が開業したが、当駅は第二次世界大戦後の1960年代の平羅線清津駅～羅津駅間建設時に設けられた駅である。